# Світогірська ГЕС
Світогірська ГЕС — гідроелектростанція у Ленінградській області Росії. Знаходячись між ГЕС Іматра (вище по течії у Фінляндії) та Лісогірською ГЕС, входить до складу каскаду на річці Вуоксі, яка дренує озерну систему Саймаа та тече до Ладозького озера.
У 1908 році на місці Світлогірської станції ввели в дію ГЕС Енсо, котра забезпечувала електроенергією заводи фінського концерну EGT (Enso Gutzeit Tornator) та до початку 1930-х пройшла через кілька етапів розширення. Втім, цього все одно було недостатньо, тому в кінці зазначеного десятиліття почалось будівництво нової, значно потужнішої ГЕС. А вже у 1940-му цей недобудований об'єкт разом з оточуючими фінськими територіями захопив Радянський Союз. В подальшому протягом 1941—1944 років майданчик станції знов контролювали фіни, які продовжили будівництво та навіть здійснили тестовий пуск обладнання, але у підсумку території остаточно відійшли до СРСР, де в 1945—1947 роках і здійснили введення гідроагрегатів в експлуатацію.
У межах проекту річку перекрили бетонною греблею висотою 23 метра та довжиною 131 метр, яка утримує водосховище з площею поверхні 3,2 км2 та об'ємом 28,8 млн м3 (корисний об'єм 9,5 млн м3).
Інтегрований у греблю машинний зал обладнали чотирма турбінами типу Каплан потужністю по 23,3 МВт, які в 2009—2012 замінили на нові з показниками по 30,5 МВт. Вони використовують напір у 15 метрів та забезпечують виробництво 662 млн кВт-год електроенергії на рік.
Видача продукції відбувається по ЛЕП, розрахованій на роботу під напругою 110 кВ.